# K3 in Ahoy/Het Sportpaleis (2005)
K3 in Ahoy/Het Sportpaleis was het eerste live-optreden van de Belgische meidengroep K3 in 2005. In de show werd hun zevende studioalbum Kuma he voor het eerst opgevoerd. Daarnaast was dit ook de eerste K3-show zonder verhaallijn.

## Setlist

### Sportpaleis (België)
1. Opening (bevatte fragmenten uit De wereld van K3, Feest, Tele-Romeo, Oma's aan de top, Oya lélé en De 3 biggetjes)
2. De wereld van K3 (bevatte fragment uit De 3 biggetjes)
3. I love you baby
4. Reggaemedley: Hey hallo, Yippee yippee, Yeke yeke, Mama's en papa's
5. Kuma hé (Demo)
6. Hippie shake
7. Parels
8. Heyah mama
9. Verliefd
10. Tele-Romeo
11. Jongens zijn gek!
12. Musicalmedley: Amor, Toveren, Zonder liefde, De 3 biggetjes
13. Oma's aan de top
14. Superhero
15. Wereldmedley: Liefdeskapitein, Dat ik van je hou, Babouchka, Alle Chinezen, Hakuna matata, Zou er iemand zijn op Mars?, Wij blijven vrienden, Rokjes, Fiesta de amor, Alle kleuren
16. Oya lélé
17. Heyah mama (reprise)

### Ahoy (Nederland)
1. Opening (bevatte fragmenten uit De wereld van K3, Feest, Tele-Romeo, Oma's aan de top, Oya lélé en De 3 biggetjes)
2. De wereld van K3 (bevatte fragment uit De 3 biggetjes)
3. I love you baby
4. Reggaemedley: Hey hallo, Yippee yippee, Yeke yeke, Mama's en papa's
5. Zonnestraaltje
6. Borst vooruit
7. Parels
8. Heyah mama
9. Verliefd
10. Tele-Romeo
11. Oma's aan de top
12. Musicalmedley: Amor, Toveren, Zonder liefde, De 3 biggetjes
13. Kuma hé
14. Wereldmedley: Liefdeskapitein, Dat ik van je hou, Babouchka, Alle Chinezen, Hakuna matata, Zou er iemand zijn op Mars?, Wij blijven vrienden, Rokjes, Fiesta de amor, Alle kleuren
15. Oya lélé
16. Heyah mama (reprise)

## Optredens
| Datum        | Stad      | Zaal        | Uur            |
| ------------ | --------- | ----------- | -------------- |
| 2 april 2005 | Antwerpen | Sportpaleis | 13:30 en 17:00 |
| 5 april 2005 | Antwerpen | Sportpaleis | 17:00          |

| Datum           | Stad      | Zaal | Uur (niet geregistreerd) |
| --------------- | --------- | ---- | ------------------------ |
| 19 oktober 2005 | Rotterdam | Ahoy | 13:30 en 17:00           |
| 20 oktober 2005 | Rotterdam | Ahoy | 13:30 en 17:00           |
| 22 oktober 2005 | Rotterdam | Ahoy | 13:30 en 17:00           |
| 23 oktober 2005 | Rotterdam | Ahoy | 13:30 en 17:00           |
| 25 oktober 2005 | Rotterdam | Ahoy | 13:30 en 17:00           |
| 26 oktober 2005 | Rotterdam | Ahoy | 13:30 en 17:00           |

## DVD-hitlijst
| K3 in Ahoy' in de Nederlandse DVD Music Top 30 - binnen: 13-05-2006/Laatste notering 28-10-2006 | K3 in Ahoy' in de Nederlandse DVD Music Top 30 - binnen: 13-05-2006/Laatste notering 28-10-2006 | K3 in Ahoy' in de Nederlandse DVD Music Top 30 - binnen: 13-05-2006/Laatste notering 28-10-2006 | K3 in Ahoy' in de Nederlandse DVD Music Top 30 - binnen: 13-05-2006/Laatste notering 28-10-2006 | K3 in Ahoy' in de Nederlandse DVD Music Top 30 - binnen: 13-05-2006/Laatste notering 28-10-2006 | K3 in Ahoy' in de Nederlandse DVD Music Top 30 - binnen: 13-05-2006/Laatste notering 28-10-2006 | K3 in Ahoy' in de Nederlandse DVD Music Top 30 - binnen: 13-05-2006/Laatste notering 28-10-2006 | K3 in Ahoy' in de Nederlandse DVD Music Top 30 - binnen: 13-05-2006/Laatste notering 28-10-2006 | K3 in Ahoy' in de Nederlandse DVD Music Top 30 - binnen: 13-05-2006/Laatste notering 28-10-2006 | K3 in Ahoy' in de Nederlandse DVD Music Top 30 - binnen: 13-05-2006/Laatste notering 28-10-2006 | K3 in Ahoy' in de Nederlandse DVD Music Top 30 - binnen: 13-05-2006/Laatste notering 28-10-2006 | K3 in Ahoy' in de Nederlandse DVD Music Top 30 - binnen: 13-05-2006/Laatste notering 28-10-2006 | K3 in Ahoy' in de Nederlandse DVD Music Top 30 - binnen: 13-05-2006/Laatste notering 28-10-2006 | K3 in Ahoy' in de Nederlandse DVD Music Top 30 - binnen: 13-05-2006/Laatste notering 28-10-2006 | K3 in Ahoy' in de Nederlandse DVD Music Top 30 - binnen: 13-05-2006/Laatste notering 28-10-2006 | K3 in Ahoy' in de Nederlandse DVD Music Top 30 - binnen: 13-05-2006/Laatste notering 28-10-2006 | K3 in Ahoy' in de Nederlandse DVD Music Top 30 - binnen: 13-05-2006/Laatste notering 28-10-2006 | K3 in Ahoy' in de Nederlandse DVD Music Top 30 - binnen: 13-05-2006/Laatste notering 28-10-2006 | K3 in Ahoy' in de Nederlandse DVD Music Top 30 - binnen: 13-05-2006/Laatste notering 28-10-2006 | K3 in Ahoy' in de Nederlandse DVD Music Top 30 - binnen: 13-05-2006/Laatste notering 28-10-2006 | K3 in Ahoy' in de Nederlandse DVD Music Top 30 - binnen: 13-05-2006/Laatste notering 28-10-2006 | K3 in Ahoy' in de Nederlandse DVD Music Top 30 - binnen: 13-05-2006/Laatste notering 28-10-2006 | K3 in Ahoy' in de Nederlandse DVD Music Top 30 - binnen: 13-05-2006/Laatste notering 28-10-2006 | K3 in Ahoy' in de Nederlandse DVD Music Top 30 - binnen: 13-05-2006/Laatste notering 28-10-2006 |
| Week                                                                                            | 1                                                                                               | 2                                                                                               | 3                                                                                               | 4                                                                                               | 5                                                                                               | 6                                                                                               | 7                                                                                               | 8                                                                                               | 9                                                                                               | 10                                                                                              | 11                                                                                              | 12                                                                                              | 13                                                                                              | 14                                                                                              | 15                                                                                              | 16                                                                                              | 17                                                                                              | 18                                                                                              | 19                                                                                              | 20                                                                                              | 21                                                                                              | 22                                                                                              | 23                                                                                              |
| ----------------------------------------------------------------------------------------------- | ----------------------------------------------------------------------------------------------- | ----------------------------------------------------------------------------------------------- | ----------------------------------------------------------------------------------------------- | ----------------------------------------------------------------------------------------------- | ----------------------------------------------------------------------------------------------- | ----------------------------------------------------------------------------------------------- | ----------------------------------------------------------------------------------------------- | ----------------------------------------------------------------------------------------------- | ----------------------------------------------------------------------------------------------- | ----------------------------------------------------------------------------------------------- | ----------------------------------------------------------------------------------------------- | ----------------------------------------------------------------------------------------------- | ----------------------------------------------------------------------------------------------- | ----------------------------------------------------------------------------------------------- | ----------------------------------------------------------------------------------------------- | ----------------------------------------------------------------------------------------------- | ----------------------------------------------------------------------------------------------- | ----------------------------------------------------------------------------------------------- | ----------------------------------------------------------------------------------------------- | ----------------------------------------------------------------------------------------------- | ----------------------------------------------------------------------------------------------- | ----------------------------------------------------------------------------------------------- | ----------------------------------------------------------------------------------------------- |
| Nummer                                                                                          | 2                                                                                               | 2                                                                                               | 2                                                                                               | 2                                                                                               | 3                                                                                               | 4                                                                                               | 5                                                                                               | 6                                                                                               | 7                                                                                               | 6                                                                                               | 6                                                                                               | 6                                                                                               | 6                                                                                               | 6                                                                                               | 6                                                                                               | 8                                                                                               | 13                                                                                              | 14                                                                                              | 23                                                                                              | 23                                                                                              | 24                                                                                              | 6                                                                                               | 9                                                                                               |
| Week                                                                                            | 24                                                                                              | 25                                                                                              | 26                                                                                              |                                                                                                 |                                                                                                 |                                                                                                 |                                                                                                 |                                                                                                 |                                                                                                 |                                                                                                 |                                                                                                 |                                                                                                 |                                                                                                 |                                                                                                 |                                                                                                 |                                                                                                 |                                                                                                 |                                                                                                 |                                                                                                 |                                                                                                 |                                                                                                 |                                                                                                 |                                                                                                 |
| Nummer                                                                                          | 13                                                                                              | 17                                                                                              | uit                                                                                             |                                                                                                 |                                                                                                 |                                                                                                 |                                                                                                 |                                                                                                 |                                                                                                 |                                                                                                 |                                                                                                 |                                                                                                 |                                                                                                 |                                                                                                 |                                                                                                 |                                                                                                 |                                                                                                 |                                                                                                 |                                                                                                 |                                                                                                 |                                                                                                 |                                                                                                 |                                                                                                 |

| K3 in Ahoy' in de Vlaamse Ultratop 10 Muziek-DVD - binnen: 06-05-2006/Laatste notering 14-10-2006 | K3 in Ahoy' in de Vlaamse Ultratop 10 Muziek-DVD - binnen: 06-05-2006/Laatste notering 14-10-2006 | K3 in Ahoy' in de Vlaamse Ultratop 10 Muziek-DVD - binnen: 06-05-2006/Laatste notering 14-10-2006 | K3 in Ahoy' in de Vlaamse Ultratop 10 Muziek-DVD - binnen: 06-05-2006/Laatste notering 14-10-2006 | K3 in Ahoy' in de Vlaamse Ultratop 10 Muziek-DVD - binnen: 06-05-2006/Laatste notering 14-10-2006 | K3 in Ahoy' in de Vlaamse Ultratop 10 Muziek-DVD - binnen: 06-05-2006/Laatste notering 14-10-2006 | K3 in Ahoy' in de Vlaamse Ultratop 10 Muziek-DVD - binnen: 06-05-2006/Laatste notering 14-10-2006 | K3 in Ahoy' in de Vlaamse Ultratop 10 Muziek-DVD - binnen: 06-05-2006/Laatste notering 14-10-2006 | K3 in Ahoy' in de Vlaamse Ultratop 10 Muziek-DVD - binnen: 06-05-2006/Laatste notering 14-10-2006 | K3 in Ahoy' in de Vlaamse Ultratop 10 Muziek-DVD - binnen: 06-05-2006/Laatste notering 14-10-2006 | K3 in Ahoy' in de Vlaamse Ultratop 10 Muziek-DVD - binnen: 06-05-2006/Laatste notering 14-10-2006 | K3 in Ahoy' in de Vlaamse Ultratop 10 Muziek-DVD - binnen: 06-05-2006/Laatste notering 14-10-2006 | K3 in Ahoy' in de Vlaamse Ultratop 10 Muziek-DVD - binnen: 06-05-2006/Laatste notering 14-10-2006 | K3 in Ahoy' in de Vlaamse Ultratop 10 Muziek-DVD - binnen: 06-05-2006/Laatste notering 14-10-2006 | K3 in Ahoy' in de Vlaamse Ultratop 10 Muziek-DVD - binnen: 06-05-2006/Laatste notering 14-10-2006 | K3 in Ahoy' in de Vlaamse Ultratop 10 Muziek-DVD - binnen: 06-05-2006/Laatste notering 14-10-2006 | K3 in Ahoy' in de Vlaamse Ultratop 10 Muziek-DVD - binnen: 06-05-2006/Laatste notering 14-10-2006 | K3 in Ahoy' in de Vlaamse Ultratop 10 Muziek-DVD - binnen: 06-05-2006/Laatste notering 14-10-2006 | K3 in Ahoy' in de Vlaamse Ultratop 10 Muziek-DVD - binnen: 06-05-2006/Laatste notering 14-10-2006 | K3 in Ahoy' in de Vlaamse Ultratop 10 Muziek-DVD - binnen: 06-05-2006/Laatste notering 14-10-2006 | K3 in Ahoy' in de Vlaamse Ultratop 10 Muziek-DVD - binnen: 06-05-2006/Laatste notering 14-10-2006 | K3 in Ahoy' in de Vlaamse Ultratop 10 Muziek-DVD - binnen: 06-05-2006/Laatste notering 14-10-2006 | K3 in Ahoy' in de Vlaamse Ultratop 10 Muziek-DVD - binnen: 06-05-2006/Laatste notering 14-10-2006 | K3 in Ahoy' in de Vlaamse Ultratop 10 Muziek-DVD - binnen: 06-05-2006/Laatste notering 14-10-2006 |
| Week                                                                                              | 1                                                                                                 | 2                                                                                                 | 3                                                                                                 | 4                                                                                                 | 5                                                                                                 | 6                                                                                                 | 7                                                                                                 | 8                                                                                                 | 9                                                                                                 | 10                                                                                                | 11                                                                                                | 12                                                                                                | 13                                                                                                | 14                                                                                                | 15                                                                                                | 16                                                                                                | 17                                                                                                | 18                                                                                                | 19                                                                                                | 20                                                                                                | 21                                                                                                | 22                                                                                                | 23                                                                                                |
| ------------------------------------------------------------------------------------------------- | ------------------------------------------------------------------------------------------------- | ------------------------------------------------------------------------------------------------- | ------------------------------------------------------------------------------------------------- | ------------------------------------------------------------------------------------------------- | ------------------------------------------------------------------------------------------------- | ------------------------------------------------------------------------------------------------- | ------------------------------------------------------------------------------------------------- | ------------------------------------------------------------------------------------------------- | ------------------------------------------------------------------------------------------------- | ------------------------------------------------------------------------------------------------- | ------------------------------------------------------------------------------------------------- | ------------------------------------------------------------------------------------------------- | ------------------------------------------------------------------------------------------------- | ------------------------------------------------------------------------------------------------- | ------------------------------------------------------------------------------------------------- | ------------------------------------------------------------------------------------------------- | ------------------------------------------------------------------------------------------------- | ------------------------------------------------------------------------------------------------- | ------------------------------------------------------------------------------------------------- | ------------------------------------------------------------------------------------------------- | ------------------------------------------------------------------------------------------------- | ------------------------------------------------------------------------------------------------- | ------------------------------------------------------------------------------------------------- |
| Nummer                                                                                            | 2                                                                                                 | 1                                                                                                 | 1                                                                                                 | 1                                                                                                 | 1                                                                                                 | 1                                                                                                 | 2                                                                                                 | 3                                                                                                 | 4                                                                                                 | 3                                                                                                 | 4                                                                                                 | 4                                                                                                 | 4                                                                                                 | 4                                                                                                 | 4                                                                                                 | 4                                                                                                 | 4                                                                                                 | 4                                                                                                 | 4                                                                                                 | 4                                                                                                 | 4                                                                                                 | 5                                                                                                 | 6                                                                                                 |
|                                                                                                   |                                                                                                   |                                                                                                   | binnen: 14-04-2007 (wk25) -- 02-06-2007 (wk26)/Laatste notering 25-08-2007                        |                                                                                                   |                                                                                                   |                                                                                                   |                                                                                                   |                                                                                                   |                                                                                                   |                                                                                                   |                                                                                                   |                                                                                                   |                                                                                                   |                                                                                                   |                                                                                                   |                                                                                                   |                                                                                                   |                                                                                                   |                                                                                                   |                                                                                                   |                                                                                                   |                                                                                                   |                                                                                                   |
| Week                                                                                              | 24                                                                                                |                                                                                                   | 25                                                                                                | 26                                                                                                | 27                                                                                                | 28                                                                                                | 29                                                                                                | 30                                                                                                | 31                                                                                                | 32                                                                                                | 33                                                                                                | 34                                                                                                | 35                                                                                                | 36                                                                                                | 37                                                                                                | 38                                                                                                | 39                                                                                                |                                                                                                   |                                                                                                   |                                                                                                   |                                                                                                   |                                                                                                   |                                                                                                   |
| Nummer                                                                                            | 8                                                                                                 | uit                                                                                               | 10                                                                                                | 8                                                                                                 | 6                                                                                                 | 8                                                                                                 | 10                                                                                                | 7                                                                                                 | 5                                                                                                 | 5                                                                                                 | 6                                                                                                 | 5                                                                                                 | 7                                                                                                 | 3                                                                                                 | 7                                                                                                 | 7                                                                                                 | uit                                                                                               |                                                                                                   |                                                                                                   |                                                                                                   |                                                                                                   |                                                                                                   |                                                                                                   |

(Discografie DVD van K3)

## Trivia
- De DVD opnames vonden plaats op zondag 23 oktober 2005 in Rotterdam Ahoy. De DVD kwam op de markt in zowel Nederland als Vlaanderen op 27 april 2006.
- Op 18 augustus 2025 bracht K3 een live album uit op de online streamingdiensten met alle live gebrachte nummers uit hun concertreeks in Ahoy.[1]